# مونرو (کارولینای شمالی)
مونرو (به انگلیسی: Monroe) شهری در ایالت کارولینای شمالی کشور ایالات متحده آمریکا است که جمعیت آن در سرشماری سال ۲۰۱۰ میلادی، ۳۲٬۷۹۷ نفر بوده‌است.